# Phare de Nordre Røse
Le phare de Nordre Røse (en danois : Nordre Røse Fyr) est un phare au Danemark, situé à l’extrémité nord du détroit de Drogden, entre Amager et l’île de Saltholm dans l’Øresund.
Le phare a été construit en 1877. C’était le premier phare permanent en eau libre du Danemark. Le sous-sol et les fondations elliptiques, de cinq mètres de haut au-dessus de la surface de l’eau, ainsi que la tour ronde ont été construites en granit.
La construction s’est avérée insuffisamment stable dans des conditions de glace épaisse dans l’Öresund. Par conséquent, dans les années 1892-1893, une réparation et un renforcement complet du sous-sol étaient devenus nécessaires.
Le sous-sol abritait également des logements pour le personnel du phare et une salle des machines.
À l’origine, la balise avait un appareil à lentille fixe avec des compartiments rotatifs produisant une alternance entre le blanc et le rouge. Cela a été changé en 1906 et le phare a été converti en un phare d’angle avec une nouvelle lanterne et un appareil à lentille fixe. La lanterne était maintenant alimentée par de l’acétylène. Le gaz acétylène était produit sur le phare lui-même. À la suite de ces changements, les balises de Dragør Forfyr (Feu inférieur de Dragør) et Dragør Bagfyr (Feu supérieur de Dragør) sont devenues superflues et ont été abandonnées. Le phare a été électrifié en 1926.
Pendant longtemps, le phare de Nordre Røse Fyr a été exploité en permanence par trois hommes. Aujourd’hui, la balise est télécommandée depuis le phare de Drogden.